# Piaci egyensúly

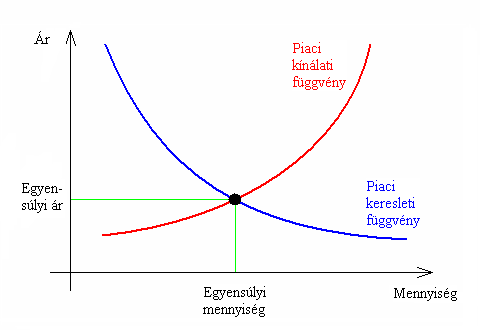
Piaci egyensúly

Piaci egyensúlyról beszélünk, ha egy piacon a kereslet és a kínálat egyenlő.
Grafikusan a piaci egyensúly a keresleti és a kínálati függvény metszéspontjaként szemléltethető. A metszéspont vízszintes tengelyen vett koordinátája az egyensúlyi mennyiségnek, függőleges tengelyen vett koordinátája pedig az egyensúlyi árnak felel meg.
A mikroökonómia egyik legfontosabb megállapítása, hogy a piaccal rendelkező javak árai és keresett, illetve kínált mennyiségei különböző piaci mechanizmusok révén az egyensúlyi ár, illetve mennyiség felé tartanak. Ha ugyanis egy jószág kínálata magasabb a keresleténél – ez a túlkínálat esete –, annak hatására a jószág eladói kénytelenek csökkenteni az árat, aminek következtében a keresett mennyiség emelkedni fog. Ha pedig a kereslet magasabb a kínálatnál – amit túlkeresletnek hívunk –, az eladók növelhetik az árat, a kereslet pedig csökken. Fontos megállapítás az is, hogy ha egy piacon kialakult az egyensúly, attól a piacot csak külső tényezők (vevői igények, adók, költségek stb.) változásai „téríthetik el”.
Persze mindezek a folyamatok csak akkor zajlanak le, ha a piac jellemzői ezt lehetővé teszik. Például a piacon forgalmazott jószág egységeinek homogéneknek (minőségileg nem megkülönböztethetőknek) kell lenniük. Ha ez a feltétel nem teljesül, már egyáltalán nem biztos, hogy a piacon egyetlen, egyensúlyi ár alakul ki.
A piaci egyensúly kialakulását és annak mechanizmusait már Adam Smith vizsgálta. Az egyensúly matematikai modellje Alfred Marshalltól származik – az ábrán látható, keresleti és kínálati függvényből álló „alakzatot” máig Marshall-keresztnek hívják.
Általános egyensúlyról akkor beszélhetünk, ha a gazdaságban minden piacon egyensúly alakult ki. Az általános egyensúlyelmélet kidolgozása Léon Walras nevéhez fűződik. A Walras-törvény kimondja, hogy ha egy kivételével minden piac egyensúlyban van, akkor meghatározott feltételek mellett ez az utolsó piac is egyensúlyba fog kerülni.